# Къща над водопада
Къща над водопада (на английски: Fallingwater – букв. Падаща вода) или още Резиденцията Кауфман (на английски: Kaufmann Residence), е извънградска къща построена през в 1936 – 1939 г. по проект на американския архитект Франк Лойд Райт в югозападната част на щата Пенсилвания, на 80 километра от град Питсбург. Построена е в живописна местност, наречена „Мечия ручей“.
Названието на къщата се обяснява с това, че е построена върху малък водопад. Скоро след завършването си получава репутация на еталон за органичната архитектура. През 1966 г. получава статус на национален исторически паметник на САЩ.

## Архитектура на сградата
Къщата се намира над малък естествен водопад. Камината в дневната е направена от скалите, които са намерени на място, като някои скали са оставени на място, така че да се показват леко над пода. Първоначално Райт е искал да ги свали до нивото на пода, но собственика настоява да се оставят непокътнати. Каменните плочи на пода са полирани, а пода на камината е оставен необработен, така че впечатлението е, че това са сухи скали показали се от езерото.
Малката река, която може да се чува навсякъде в сградата, непосредствената околност, стените изградени от камък, получен в околността и свободно висящите тераси хармонират едни с други и пресъздават възгледите на Райт за създаването на органични сгради, които са интегрирани с околната среда. Въпреки че водопада се чува в сградата, не може да се види непосредствено, а трябва да се слезе по стълба, която от дневната води до нивото на водата.
Комплексното хоризонтално делене на строителното тяло се подчертава от светлите бетонни парапети на терасите и покриви, които се групират около един централен куб от естествен камък, който се прекъсва и разделя. Главният вход на сградата се намира закрит в един ъгъл и е сравнително малък и не се вижда.
На ската над главната сграда се намира къщата за гости с гараж, която е свързана с основната сграда чрез една покрита стълба. Жилището на обслужващия персонал и къщата за гости е изпълнена със същото качество на материалите.
Органическото съчетаване на изкуствените и естествените материали на зданието се отнася и за малките детайли. Например при свързване на остъкляването със скалата няма метална рамка, а директно стъклото влиза в каменната зидария. Също така по ескизи на Райт са създадени и много предмети на интериора като килимите за дневната, маси, столове и лампи.

## Значимост в архитектурата
Наричат „Къщата над водопада“ най-известната къща на съвременна Америка. Практически веднага след завършването на строителството американското списание Time я нарича най-красивата работа на Райт..
Къщата е посетена от много известни хора на САЩ включително и от президента Франклин Рузвелт. Въпреки отдалечеността си тази забележителност е посещавана от минимум 150 хиляди души годишно.